# Yoshiyuki Okumura
Yoshiyuki Okumura (født 21. januar 1993) er en japansk tidligere professionel fodboldspiller.
Han har spillet for flere forskellige klubber i sin karriere, herunder Gainare Tottori.